# Грув-метал
Грув-метал (англ. groove metal) — направление в экстремальном метале, сформировавшееся в начале 1990-х годов. Название происходит от музыкального понятия грув, обозначающее ярко выраженное ритмическое ощущение в музыке, создаваемое цикличной игрой музыкантов.

## Черты жанра
Грув-метал группы используют среднетемповые риффы в пониженном строе, сосредотачиваясь на тяжести, ритме и синкопировании. Гитаристы играют низкочастотные пауэр-аккорды и соло на средних ладах, применяя технику палм-мьютинг (глушение струн ладонью правой руки).
Тембр характерен сильными басами, обычно с резким искажением.
Как и в большинстве других стилей метала, в груве басовые линии вторят риффам ритм-гитары, но иногда используются как введения в гитарный рифф или как интермедии, когда риффы гитары не акцентированы, также для баса повсеместно используется эффект дисторшн.
В вокальных партиях чаще всего используется харш, гроулинг и чистый вокал.
В грувовых ударных типично применение двух бас-бочек, с акцентом на волнообразном их использовании, а не на скоростных басовых перестуках и бластбитах, используемых в других экстремальных металлических стилях.

## История и влияние жанра на тяжёлую сцену
Грув-метал зародился в 1990 году, стараниями сразу нескольких коллективов, преимущественно из США, начавших эксперименты с комбинациями элементов трэша, хардкора, хеви и дэт-метала в разных пропорциях. Вопреки устоявшемуся мнению Pantera не была первопроходцем стиля, но является группой, оказавшей наибольшее влияние на популяризацию и закреплению жанра в мейнстриме. Так первым грув-метал релизом является второй студийный альбом американской группы Prong, под названием Beg to Differ , а уже следом за ним вышел пятый полноформат Cowboys from Hell Pantera, показавший отход от изначально выбранного группой глэм-метала.
Спустя несколько месяцев Exhorder выпустили свой дебют Slaughter to the Vatican, в котором помимо классического трэш-метала также прослеживались характерные для грува элементы.
Следом за ними, в 1992 году, выходят два грув-релиза на стыке с альтернативным звучанием, а именно: La Sexorcisto: Devil Music, Vol. 1 от White Zombie и второй студийный альбом Meantime группы Helmet, а уже через год, в 1993, появляется культовый для жанра Chaos A.D. бразильской команды Sepultura.
Отдельно стоит выделить выпущенный спустя два года после Cowboys from Hell альбом Vulgar Display of Power Pantera, который в одночасье стал считаться эталоном жанра и одним из самых значимых метал-релизов 90-х годов. Также нельзя обойти вниманием альбомы Burn My Eyes Machine Head, Demanufacture Fear Factory и Destroy Erase Improve Meshuggah, определившие вектор развития стиля на годы вперёд.
В середине 90-х британская дэтграйнд группа Napalm Death отошла от своего классического звучания, выпустив ряд грув-металлических релизов, включая полноформатные альбомы Fear, Emptiness, Despair и Diatribes. В конце 90-х начале 2000-х культовая британская хеви-метал группа Judas Priest выпустила два грув-металлических релиза (Jugulator и Demolition) с Тимом Оуэнсом на вокале, после ухода оригинального фронтмена Роба Хэлфорда в 1992 году, который продолжил свою творческую деятельность в грув-метал сайд-проекте Fight.
В период расцвета жанра ветераны трэш-метал сцены не остались в стороне и тоже начали экспериментировать с новым на тот момент направлением в связи с упадком популярности трэша, выпустив ряд грув-металлических релизов. Среди них находятся Anthrax (1992—2003), Exodus (Force Of Habit), Accuser (с 1992), Overkill (1993—1999), Annihilator (1994—2005), Kreator (Cause For Conflict), Coroner (Grin), Sodom (Masquerade In Blood), Destruction (The Least Successful Human Cannonball), Testament (Low, Demonic), Slayer (Diabolus In Musica, God Hates Us All), Metallica (St. Anger). Кроме того, британская рэп-метал группа Hacktivist утверждает, что использует элементы современного грув-метала в своей музыке. Также стоит отметить норвежскую группу Khold, которая стала известна благодаря своему уникальному смешению традиционного блэк-метала со среднетемповым грувом. Помимо всего влияние жанра прослеживается в позднем творчестве американских дэткор коллективов Suicide Silence, Upon A Burning Body, Whitechapel и на дебютном альбоме Molotov Solution.
В дальнейшем жанр продолжил своё существование в 2000-х годах в лице Lamb Of God, Chimaira, Soulfly, DevilDriver, Gojira, Hellyeah, Black Label Society и Five Finger Death Punch, имея немалый коммерческий успех и по сей день.

## Грув и смежные стили

### Ню-метал
Грув-металлические коллективы имели заметное влияние на группы, играющие ню-метал, в свою очередь последние переняли многие элементы грува, включая использование низконастроенных гитар, грувовые риффы и сочетание харша и чистого вокала (яркий пример — Slipknot, Coal Chamber, Dry Kill Logic, Static-X и многие другие). Некоторые грув-метал группы вроде Machine Head или Fear Factory экспериментировали с ню-металом в конце 90-х и в начале 2000-х. Machine Head являются отличным примером группы, сочетавшей грув с элементами альтернативной музыки. Джонатан Дэвис, вокалист пионеров ню-метала Korn, сказал про гитариста Pantera Даймбэга Даррелла следующее: «Если бы не было Даймбэга Даррелла, то не было бы и Korn». В 1990-х годах музыкальный журналист Гарри Шарп-Янг обозначил Pantera, Machine Head, Biohazard и Fear Factory тегом «neo-metal», отметив, что эти группы «решили раздеть метал до его сырой, первобытной основы», и что «нео-метал проложил дорогу для ню-метала».

### Мат-метал
Мат-метал является смесью грува, мат-рока, прогрессивного метала и джаза. Первопроходцем жанра считается шведская группа Meshuggah, которая смешала авангардный грув-метал, прогрессив-метал образца Tool с атональными соло, ритм партиями и обилием полиритмии, создав тем самым своё уникальное направление, которое впоследствии и стало называться «мат-металом», и, значительно позже, было подхвачено другими исполнителями и популяризировано. В настоящее время жанр тесно связан с течением Djent. Наиболее яркими представителями являются: Meshuggah, Textures, Vildhjarta, Uneven Structure и Animals As Leaders.

### Сладж-метал
Некоторые сладжевые группы по звучанию сильно напоминают грув-метал (например Crowbar), так как они используют аналогичные низкочастотные пауэр-аккорды в сочетании со среднетемповым исполнением и «кричащим» вокалом, но сладж как стиль появился раньше и в общем рассмотрении имеет куда более медленное и вязкое звучание, чем у грува, из-за того, что является производным от дум-метала жанром. Тем не менее, сладж оказал некоторое влияние на грув-метал, в частности, на Pantera и её последователей.

### Neue Deutsche Härte
Neue Deutsche Härte (или просто NDH) появился и развивался в середине 1990-х годов в Германии. Является смесью грув-метала, EBM и музыки пионеров индастриал-метала — Die Krupps и Ministry, имея при этом преимущественно немецкоязычную лирику. Первопроходцами NDH как жанра считают немецкую группу Oomph!, чей второй альбом Sperm (1994), написанный под влиянием Sepultura, Prong и Pantera, является смесью электроники и тяжёлой музыки. Так же Rammstein дебютировали с альбомом Herzeleid (1995).

### Металкор
Такие грув-метал группы как Sepultura и Pantera наравне с кроссовер-трэш командами Agnostic Front и Cro-Mags заложили основы металкора, повлияв на становление жанра. Помимо этого, журнал MetalSucks описал дебютный альбом Destroy the Machines группы Earth Crisis, который многими считается первым настоящим металкор-релизом, давшим толчок для развития всего жанра, как «хардкорный взгляд» на грув-метал Pantera/Exhorder/Prong конца 80-х-начала 90-х годов. Именно поэтому стиль риффинга многих металкоровых команд имеет схожесть с грувом, а некоторые группы, такие как Lamb Of God, Chimaira и Throwdown являются представителями обоих стилей. Все коллективы выпускали альбомы в то время, когда металкор достиг пика своей популярности в начале 2000-х, при этом ярко заметен хардкоровый и даже дэт-металлический тип вокала, но всё же их музыкальный стиль и гитарный риффинг намного ближе к груву, чем у большинства других металкоровых команд.

## Важные альбомы по мнениюMetal Hammer
В 2020 году журнал Metal Hammer опубликовал список 10 важных грув-метал-альбомов:
- Pantera – Vulgar Display Of Power (1992)
- Exhorder – The Law[англ.] (1992)
- Machine Head – Burn My Eyes (1994)
- Mary Beats Jane[англ.] – Mary Beats Jane (1994)
- Skinlab[англ.] – Bound, Gagged & Blindfolded[англ.] (1997)
- Dearly Beheaded – Chamber Of One (1997)
- Pissing Razors – Where We Come From (2001)
- Devildriver – The Fury of Our Maker’s Hand (2005)
- Byzantine[англ.] – ...And They Shall Take Up Serpents[англ.] (2005)
- Trepalium – H.N.P. (2012)